# Louis Reymond (Politiker, 1772)

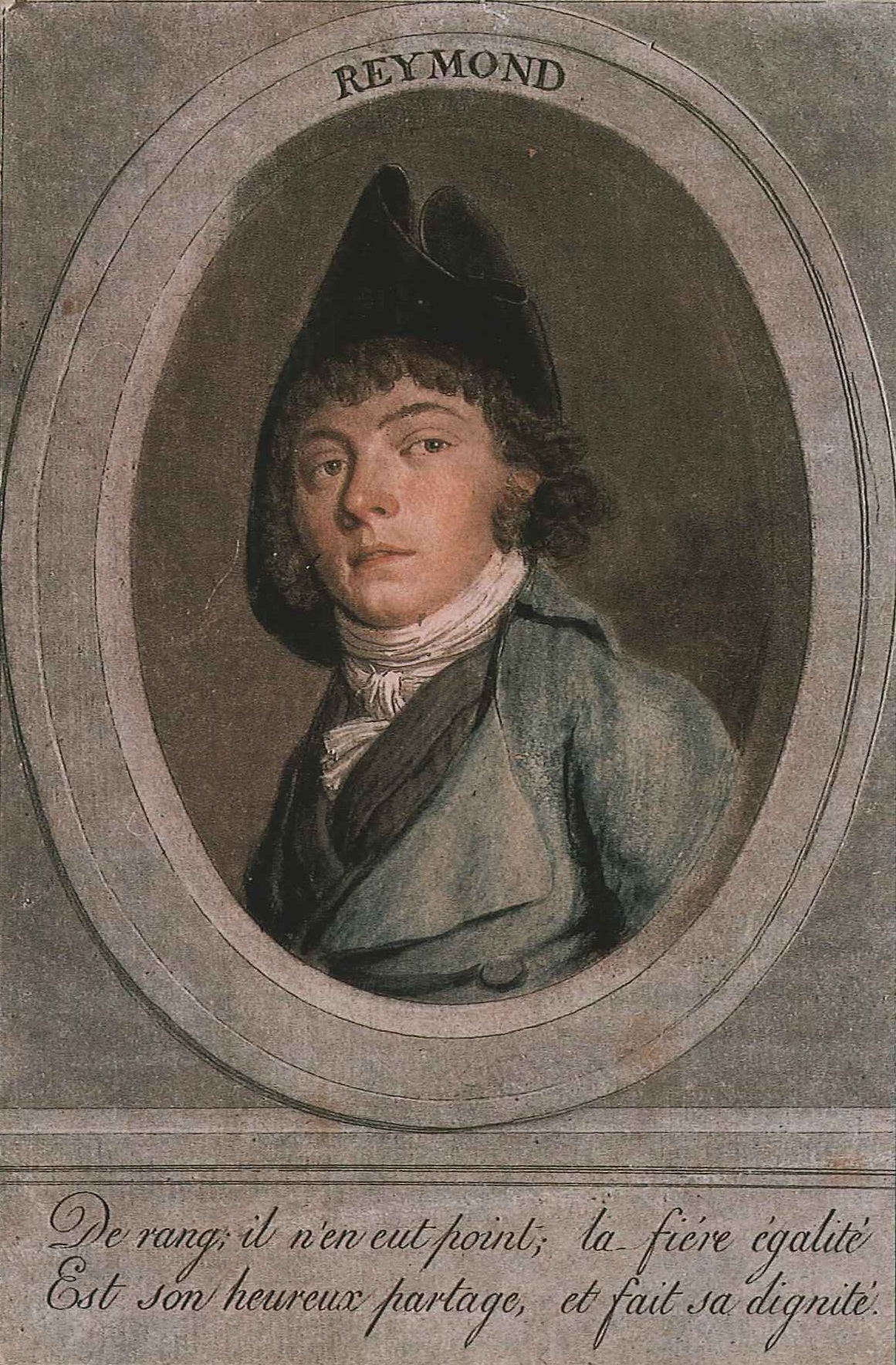
Portrait Louis Reymonds von 1798 mit der Inschrift: Vornehme Herkunft wurde ihm gar keine zuteil, die stolze Idee der Gleichheit ist sein glückhaftes Erbe und das Wesen seiner Würde.

Louis Reymond, eigentlich Jean-Antoine-Louis Reymond (* 1. November 1772 in Lausanne; † 7. November 1821 ebenda, heimatberechtigt in Les Bayards) war ein Schweizer Politiker und Publizist während der Helvetischen Revolution 1798.
Ab 1799 übte er die Funktion eines kantonalen Rekrutierungsoffiziers aus. Er führte im Mai 1802 den Aufstand der Bourla-Papey («Papierverbrenner») an, die sich militant für die Abschaffung feudal-herrschaftlicher Rechte einsetzten. Sein öffentliches Wirken hörte mit dem Ende der Helvetischen Republik auf. Nach einem geistigen Zusammenbruch verbrachte er die letzten fünf Jahre seines Lebens in einer Anstalt für psychisch Kranke.
Reymond hinterliess kaum autobiographische Mitteilungen. Die Geschichtswissenschaft fällt unterschiedliche Urteile zur Tragweite seines Einflusses auf das politische Geschehen im Waadtland. Die Bewertung seiner Person schwankt zwischen uneigennützigem Patrioten und wirrem Fanatiker.

## Leben

### Revolutionär, Rekrutierungsoffizier
Louis Reymond war das jüngste Kind des Maurers Alexandre Reymond und der Françoise Groux, die 1762 geheiratet hatten. Die Familie lebte in schwierigen Verhältnissen. Von seinen sechs Geschwistern starben fünf im Kindesalter, den Vater verlor er, als er vierzehn Jahre alt war. Autodidaktisch gebildet und auffällig belesen, absolvierte er wahrscheinlich 1786 bis 1789 eine Druckerlehre. Reymond berichtete von sich, dass er schon immer die Freiheitsliebe verspürt und jedes Abhängigkeitsverhältnis verabscheut hätte. Er beantragte und erhielt am 15. November 1794 einen Passierschein für die Reise nach Paris, das mit Terreur und Thermidor gerade die Hochphase der revolutionären Umstürze durchlebt hatte. Bis zum 9. Februar 1798, als er wieder in Lausanne auftauchte, ist über ihn nichts Weiteres bekannt. Er bezeichnete sich als partisan enthousiaste («begeisterter Anhänger») der Revolution in Frankreich, die seinen Freiheitshoffnungen Nahrung gab.

« …je résolus de contribuer de toutes mes forces à sortir mes compatriotes de la honteuse léthargie dans laquelle ils étaient plongés. »

„…ich beschloss mit allen Kräften beizutragen, meine Landsleute aus der schändlichen Gleichgültigkeit zu holen, in die sie eingetaucht waren.“

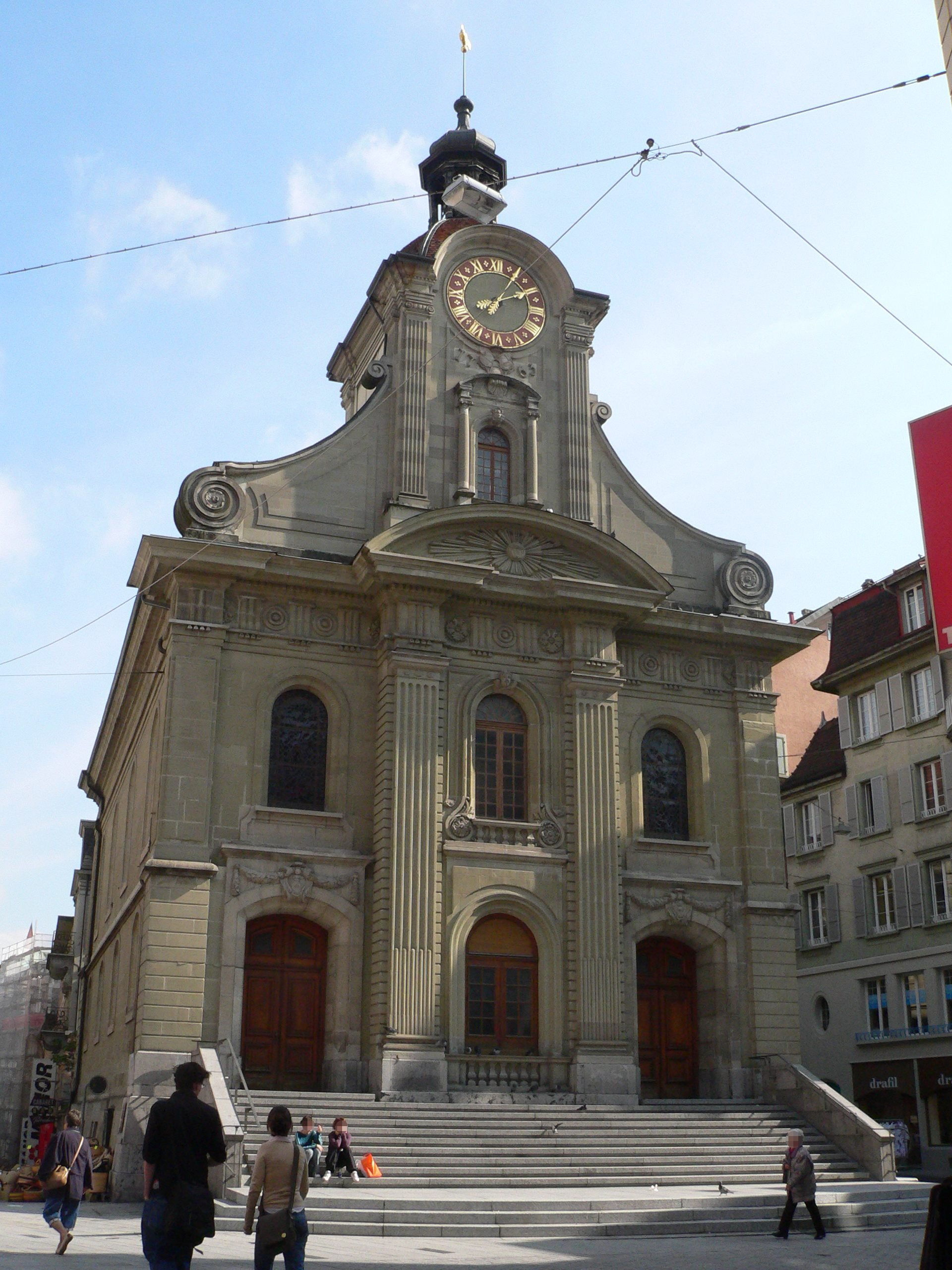
Die Lausanner Kirche St-Laurent, wo die Société populaire tagte und Reymond seine ersten politischen Auftritte hatte.

Reymond trat in die Waadtländer Öffentlichkeit, als die helvetische Revolution in vollem Gange war und sich das ehemalige Berner Untertanengebiet als Lemanische Republik selbständig erklärt hatte. Er gehörte in der von ihm mitgegründeten Société populaire («Volksgesellschaft») den Radikalen an, die eine antiklerikale sowie egalitäre Richtung vertraten und eine Vereinigung mit der Französischen Republik erwogen. Zudem setzte er sich tatkräftig für die Aufstellung von Freiwilligenverbänden zur Unterstützung General Brunes im Feldzug gegen Bern ein. Schnell hatte er sich einen Namen gemacht. Im März 1798 wurde er zum Wahlmann bestellt, um die zukünftigen Magistrate der Helvetischen Republik zu wählen, und im Juli wurde er Distriktsrichter von Lausanne. Seine journalistische Begabung setzte er erst als Chefredaktor des Ami de la Liberté («Freiheitsfreund») und dann des selbstverfassten Régénérateur («Erneuerer») ein. In diesen Zeitungen kritisierte er heftig jede Zurückhaltung der Amtsträger bei der Umsetzung der Revolution.

« Malheureusement, dans le nombre de ceux qui travaillaient à la régénération, il en existait quelques-uns dont l’intérêt était le seul moteur: ceux-là, qui occupaient alors des emplois subalternes, voulaient que la révolution s’arrêtât là où commençait leur autorité. Je pénétrai leurs vues égoïstes, & dès ce moment, je ne les envisageait plus comme des êtres aussi dangereux pour nous que les oligarques eux-mêmes. »

„Leider motivierte einige Erneuerer nur der Eigennutz; es waren untergeordnete Chargen, die wollten, dass die Revolution dort haltmachte, wo ihr Sagen begann. Ich durchschaute ihre egoistischen Standpunkte und sah von da an in ihnen nichts anderes als ebenso gefährliche Subjekte wie die bisherige Machtclique selbst.“

Die publizistischen Angriffe Reymonds brachten diesen in Konflikt mit der Obrigkeit. Der Régénérateur, der am 31. August 1798 zum letzten Mal erschien, wurde verboten, und er am 5. September verhaftet. Das helvetische Obergericht verurteilte ihn wegen Aufrührerei am 13. November zu drei Jahren Arrest und zum Verlust seiner politischen Rechte für sechs Jahre. Ebenso verbot es ihm die publizistische Tätigkeit. Aufgrund seiner guten Verbindungen genoss er aber einige Freiheiten. Er verbrachte den Arrest in Luzern, wo die helvetische Regierung ihren Sitz hatte und er für dieselbe als Drucker tätig war. Schliesslich erließ man ihm mittels Dekret die Strafe, unter Verweis auf seine Jugend und die Kraft, mit der er sich «gegen die Missbräuche des Ancien Régime» aufgelehnt hatte. Reymond, dessen Verhaftung zu einem Aufruhr geführt hatte, erhielt bei seiner Rückkehr nach Lausanne am 26. Februar 1799 einen begeisterten Empfang. Er konnte nun neue Aufgaben übernehmen. Schon Ende Oktober 1798 hatte Frankreich von der Helvetischen Republik Hilfstruppen verlangt, während die helvetischen Behörden gleichzeitig versuchten, eine eigene Armee aufzustellen. Die agitatorische Begabung Reymonds hatte sich im Frühjahr 1798 gezeigt, und im Rang eines Hauptmanns wurde dieser Rekrutierungsoffizier der zweiten helvetischen Halbbrigade. In den folgenden drei Jahren hob er die wehrtauglichen Männer des Kantons Léman aus.

### Anführer der Bourla-Papey
Die helvetische Verfassung sah die Abschaffung der Feudalabgaben (Zehnten und Grundzinse) vor, die aus der Zeit der Alten Eidgenossenschaft stammten. Die Reform misslang aber und brachte die Helvetische Republik bei einer wesentlichen Stütze, den ländlichen ehemaligen Untertanen, in Verruf. Deren Enttäuschung war im Kanton Léman, wo man sich seit dem Frühjahr 1798 als Speerspitze der Revolution verstand, besonders gross. Reymond, der in seiner Funktion mit weiten Teilen der Waadtländer Bevölkerung in engen Kontakt kam, sympathisierte sicher mit ihren Anliegen. Innerhalb seiner Familie soll erzählt worden sein, dass ein Vorfahr im 11. Jahrhundert einen Raubritter erschlagen habe und die ursprünglich aus dem Val de Travers stammende Familie deswegen von allen Feudallasten befreit worden sei.

« Oui, je ne crains pas de le dire, dîmes, censes, banalité, taillabilité personelle ou rurale, de quelque espèce, de quelque nature qu’elles soient, n’ont existé que par le brigandage & la violence. Refuser de les payer, c’est défendre sa propriété, & non pas attaquer celle d’autrui. »

„Ja, ich fürchte nicht, es zu sagen: Zehnten, Grundzinsen, Ehaftenzins, die Taille auf Personen oder den Boden, welcher Art und Weise sie auch sein mögen, entstanden nur durch Raub und Gewalt. Die Weigerung, sie zu zahlen, bedeutet, sein Eigentum zu verteidigen und nicht das eines anderen zu attackieren.“

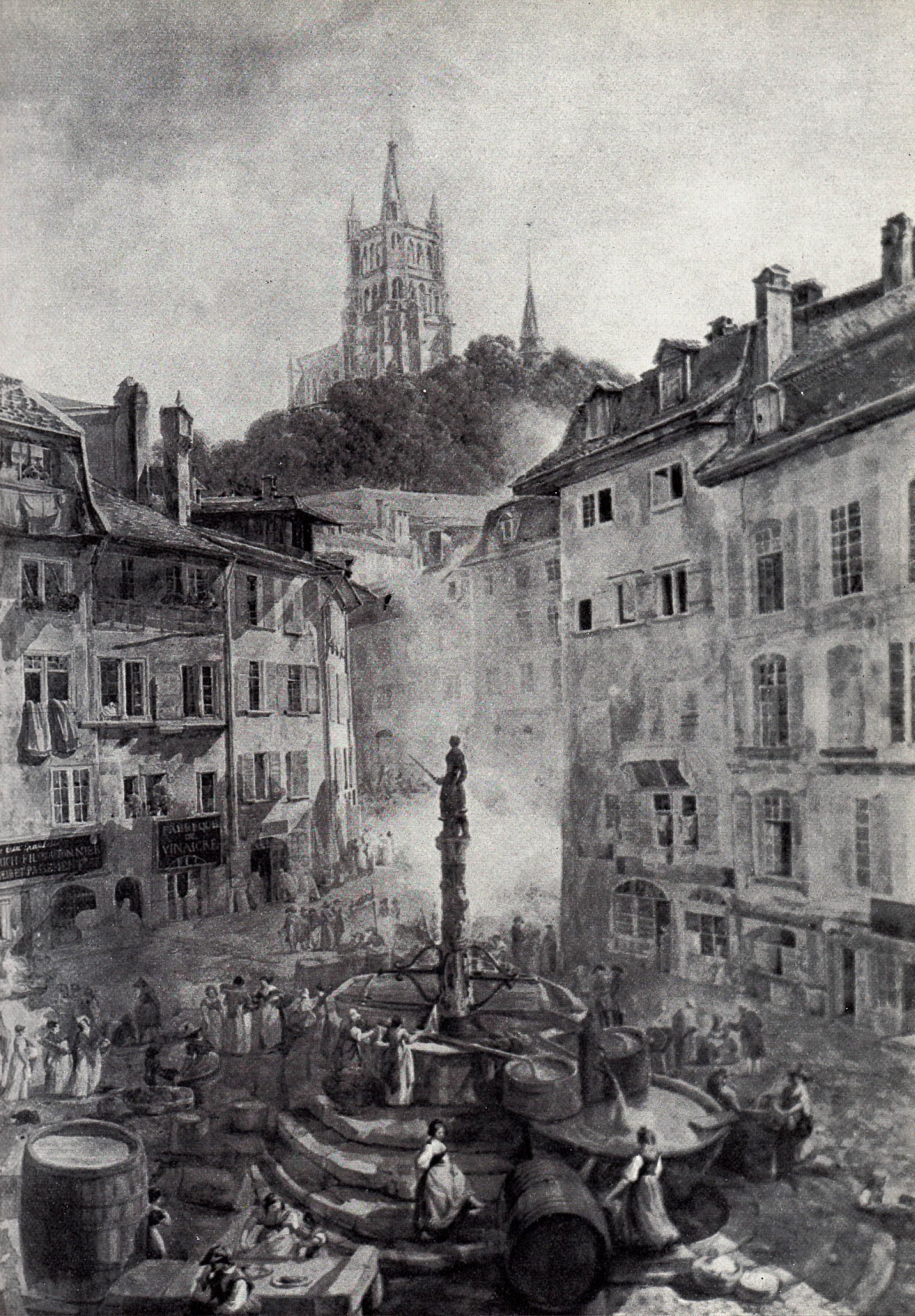
Die Place de la Palud in Lausanne, um 1800. Hier sammelten sich die Bourla-Papey am 8. Mai 1802.

Vom 19. Februar 1802 an kam es im Waadtland zu Unruhen, bei denen Bauern die Archive zahlreicher Gemeinden und ehemaliger Feudalherrschaften verbrannten, um so die Erhebung von Feudalabgaben zu verunmöglichen. Diese Aktenvernichtungen gaben ihnen den volkstümlichen Namen Bourla-Papey («Papierverbrenner»). Womöglich trat Reymond bereits in dieser ersten Phase mit den Bourla-Papey in Austausch, doch hielt er sich noch zurück. Zwar befürchteten die Behörden, er könne für die öffentliche Ordnung gefährlich werden, doch sahen sie keinen Anlass, gegen ihn vorzugehen. Vermutlich schloss er sich erst Ende April dem Aufstand an. Am 8. Mai marschierte er als Commandant an der Spitze von 1'500 Bourla-Papey in Lausanne ein. Jedoch hatten die Behörden ihrerseits Truppen aufgeboten, angesichts deren Übermacht Reymond wieder abzog. Noch gleichentags verlas er im nahen Montbenon ein Manifest, worin er die Aufhebung der Feudallasten und die Amnestie für alle Aufständischen forderte, aber ansonsten ihre Regierungstreue kundtat.

« loin d'être rebelles, ils ne sont que des infortunés réduits au désespoir et qu'on cherche à flétrir, mais tout malheureuse qu’ils sont, ils donnent au gouvernement actuel l’assurance positive de leur attachement inviolable… »

„… weit davon entfernt, Rebellen zu sein, sind [die Bourla-Papey] bloss vom Schicksal Geschlagene, die nur noch Verzweiflung kennen und die man versucht zu brandmarken; dennoch, wie unglücklich sie auch sind, versichern sie der gegenwärtigen Regierung ihre unverbrüchliche Anhänglichkeit …“

In einer Unterredung mit Kommissar Kuhn, dem Vertreter der helvetischen Regierung, wurde Reymond und anderen Anführern des Aufstandes am 11. Mai mündlich in Aussicht gestellt, dass ihre Forderungen ernst genommen würden. Kuhn sah in Reymond ein Element der Ordnung und Beschwichtigung. Am Folgetag entliess Reymond auch die aufständische Miliz; doch führte er seine agitatorische Tätigkeit fort, und die Autodafés hielten an. Am 20. Mai erhielt Reymond die Nachricht, er solle das Land verlassen, da seine Verhaftung drohte, worauf er sich bald ins französische Thonon begab. Mit französischer Militärmacht und besonderen Gerichtsverfahren wurde der Aufstand schliesslich unterdrückt. Louis Reymond wurde Anfang August zum Tod verurteilt. Eine Auslieferungsbegehren erging aber nicht. Schon am 19. August wandelte eine Teilamnestie das Todesurteil in Verbannung um.

### Kriegsinvalide, Anstaltsinsasse
Ende Juli 1802 verliessen die französischen Truppen die Schweiz, und durch ihren Abzug brach die staatliche Ordnung zusammen. Im folgenden Stecklikrieg gewannen die restaurativ gesinnten Kräfte die Oberhand, und der Machtbereich der helvetischen Regierung schrumpfte auf die Kantone Léman und Freiburg. Reymond, der die Errungenschaften der Revolution gefährdet sah, schloss sich Ende September trotz seiner Verurteilung den helvetischen Truppen an. Bei einem Gefecht nahe Orbe erlitt er eine schwere Kniewunde. Am 15. Oktober gewährte ihm die Regierung eine vollständige Amnestie.
1803/04 sah Reymond seine wichtigsten Ziele erreicht. Bonapartes Mediation hatte die Existenz seines Heimatkanton gesichert, und dessen Verfassung hob die Feudallasten auf. Er selbst hatte aber aus dem Krieg eine bleibende Gehbehinderung davongetragen, wofür der Staat ihm eine kleine Invalidenrente auszahlte. Ausserdem verrichtete er einige nicht näher bekannte Aufgaben in der Verwaltung. Der Versuch, 1806 über ein kantonales Anzeigenblatt wieder publizistisch tätig zu werden, misslang, ebenso die Übernahme des Lausanner Feuille d’Avis 1807. Nur seine Rente wurde etwas angehoben. 1812 sollte er sein bloss kantonales Bürgerrecht in ein ordentliches Gemeindebürgerrecht überführen, doch scheint er der amtlichen Aufforderung nicht nachgekommen zu sein. Im Januar 1816 hatte es nicht näher bekannte gerichtliche Untersuchungen gegen ihn gegeben, als er am 23. Juli in den Sitzungssaal der Regierung eindrang und die Anwesenden mit den «Urteilsprüchen des Unsterblichen» bedrohte. Er wurde abgeführt, und der Friedensrichter wies ihn in die Anstalt für psychisch Erkrankte Champs-de-l’Air ein. Er wurde nicht mehr entlassen und scheint noch lange Zeit in guter körperlicher Verfassung weitergelebt zu haben, bis er 1821 starb. Gemäss Totenschein nannte er sich zuletzt Louis-Théophil Reymond.

## Geschichtliche Einordnung
Bereits die Zeitgenossen Reymonds kamen zu gegensätzlichen Urteilen über ihn. Auf der einen Seite wurde sein Gerechtigkeitssinn, seine Uneigennützigkeit und sein Patriotismus gelobt. Auf der anderen Seite kritisierte man ihn als naiv, exaltiert, wirr, fanatisch. Ihm wurde sogar vorgeworfen, er arbeite im Dienst Frankreichs. Der Historiker Louis Vulliemin sah 1860 in ihm die Sorte Revolutionär verkörpert, die alles zerstören wolle, um neu anzufangen. Dagegen zeichnete der Romancier Alfred de Bougy in seinem Les Bourla-Papey ou Brûleurs de Papiers neun Jahre später ein grundsätzlich positives Bild.
Bis heute bewertet die Geschichtswissenschaft Reymond mehrheitlich als Randfigur der helvetischen Revolution im Waadtland von 1797/98 und auch nur als einen unter mehreren Anführern der Bourla-Papey zwischen Februar und Mai 1802. Jüngere Publikationen im Umfeld der Erinnerungsfeiern für die Helvetik von 1998 haben dagegen versucht, Reymond als Akteur der Waadtländer Geschichte von 1798 bis 1802 stärker in den Mittelpunkt zu stellen.

## Der «Wahn des Hauptmanns Louis Reymond»
Ein Teil der Beachtung, die Reymonds Person findet, rührt von dessen psychischer Erkrankung her. Sie faszinierte bereits den zeitgenössischen Historiker Charles Monnard, der Reymond in der Anstalt besuchte und einen intelligent wirkenden, gesprächigen Mann antraf. Eine medizinische Untersuchung von 1982 befasste sich mit dem «Wahn des Hauptmanns Louis Reymond». Reymond stellte die Realität in Frage und meinte, dass viele Menschen nicht wirklich, sondern nur als ihre eigenen Erscheinungen aufträten; solche Doubles bezeichnete er als séptenaires («Siebener»). Er entwickelte eine esoterische Zahlenlehre, bei der die Sieben eine zentrale Rolle spielte. Auch glaubte er an die Seelenwanderung und sah in sich eine Wiedergeburt Jupiter-Ammons und Alexanders des Grossen. In einem erhaltenen Schriftstück verkündete er das nahe Ende der Welt und forderte die Menschen zur Abkehr von ihren Verfehlungen auf.

« Mais, direz-vous peut-être dans votre endurcissement, de quel droit cet homme vient-il nous entretenir d’humilité et de repentir? […] Je vais vous le dire: C’est au nom du Tout-Puissant, dont les regards se sont dès longtemps fixés sur moi, malgré l’imperfection de mes travaux. »

„Mit welchem Recht aber, werdet ihr in eurer Verstocktheit vielleicht sagen, kommt dieser Mann und hält uns an, uns niederzuwerfen und zu bereuen? […] Ich sage es sogleich: Im Namen des Allmächtigen, der schon seit Langem unablässig auf mich achtet, auch wenn meine Taten nicht vollkommen sind.“

Reymonds Wahnvorstellungen führten zu Spekulationen über ihre Ursache, zumal dieser sich bis 1802 durch überlegtes Vorgehen ausgezeichnet hatte und auch in den folgenden vierzehn Jahren nicht auffällig wurde. Monnard meinte, dass Reymond erst dann in Verwirrung gestürzt sei, als man ihm in der Anstalt Bücher mit mystischem Inhalt gegeben hätte, um ihn zur Religion zurückzuführen. Syphilis als typische Soldatenkrankheit jener Zeit wird weitgehend ausgeschlossen, Reymond zeigte keine Anzeichen einer Demenz. Die medizinische Untersuchung seines Falls vermutet mehrere psychologisch wirksame Faktoren, deren Kern familiär bedingte, lebenslange Verlustängste gewesen seien. Reymond entwickelte womöglich während vielen Jahren vor 1816 wahnhafte Ideen, deren Verdrängung schlagartig unmöglich wurde; auffällig ist die kurze Zeitspanne von fünf Monaten zwischen dem Tod seiner Mutter, die der einzige dauerhafte persönliche Bezugspunkt seines Lebens war, und dem Zusammenbruch im Juli 1816. Sein Narzissmus, der sich etwa im angenommenen Vornamen Théophil («Gottesfreund») ausdrückte, wird als Kompensation für die zunehmende Unzulänglichkeit gegenüber einer sich ändernden Umwelt verstanden, in der Reymond ohne familiären Halt, ein Invalider und seit Beginn der Restauration 1814 ein politisch Ausgegrenzter war.

## Schriftenedition
- Louis Reymond, l'insurgé : écrits. Présentés par Jean-Claude Wagnières; avec des notices historiques de Danièle Tosato-Rigo. Editions D'en bas, Lausanne 1998, ISBN 2-8290-0235-0.